# Премия Фридриха Ницше
Премия Фридриха Ницше (нем. Friedrich-Nietzsche-Preis) - это немецкая литературная премия имени Фридриха Ницше, присуждаемая землей Саксония-Анхальт. 
Впервые она была присуждена в 1996 году за эссеистическую или философскую работу на немецком языке. На премию Фридриха Ницше выделено 15 000 евро. Премия присуждается премьер-министром земли Саксония-Анхальт на основании предложений международного жюри.
Премия Фридриха Ницше - одна из самых престижных наград в Германии, присуждаемая исключительно за философские и эссеистические достижения.

## Список награждённых
- 1995 Эухенио Триас , Барселона
- 1996 Вольфганг Мюллер-Лаутер, Берлин
- 1998 Курт Пол Янц, Базель
- 2000 Рюдигер Сафранский, Берлин
- 2002 Мари-Луиза Хаазе, Берлин и Майкл Коленбах, Базель
- 2004 Дурс Грюнбайн, Берлин
- 2006 Сильвио Виетта, Хильдесхайм[5]
- 2009 Людгер Люткехаус, Фрайбург
- 2012 Андреас Урс Соммер, Гейдельберг[1][6]
- 2015 Мартин Вальзер, Иберлинген[7][8][9]
- 2017 Вольфрам Гроддек, Цюрих
- 2019 Агнеш Хеллер, Нью-Йорк / Будапешт[10][11]
- 2022 Беттина Стангнет, Гамбург

## Внешние ссылки
- Список лауреатов премии Архивная копия от 23 августа 2021 на Wayback Machine